# 贡多马尔
贡多马尔，是西班牙加利西亚自治区蓬特韦德拉省的一个市镇。 总面积75平方公里，总人口12.176人（2001年），人口密度162人/平方公里。